# ジョシュ・ハワード
ジョシュ・ハワード（Josh Howard,本名:Joshua Jay Howard,1980年4月28日 - ）はアメリカ合衆国ノースカロライナ州ウィンストン・セーラム出身のバスケットボール選手。ポジションはシューティングガード、スモールフォワード。身長201cm、体重95kg。

## 経歴

### 学生時代
高校時代から有力選手であったハワードは、地元であるウェイクフォレスト大学に在籍した。NCAAのアトランティック・コースト・カンファレンス（ACC）でプレイし、2003年にはチームをレギュラーシーズン優勝に導いた。またこの年は優秀な選手に贈られるジョン・ウッデン賞(John R. Wooden Award)とジェームズ・ネイスミス賞(Naismith College Player of the Year)を獲得した。

### NBA
大学卒業後の2003年のNBAドラフトでは、ダラス・マーベリックスから決して上位ではない全体29位指名(1巡目では最下位指名)を受けてプロ入りした。このようにドラフトでは上位に食い込むことがなかったにも係わらず、1年目となる2003-04シーズンは即戦力として試合に出場した。同年にドラフト外で入団したマーキス・ダニエルズとともに新人としての好成績を残した。また、このシーズンのオールルーキー・セカンドチーム(活躍した新人選手チームの2チーム目)に選出されている。
2004-05シーズンは出場した76試合全てにおいて先発出場を果たした。特に出場時間が平均32分に急増するなど、チームの信頼を勝ち得たシーズンである。シューティングガードなどのポジションには急成長の兆しを見せていたハワードとマーキス・ダニエルズに加え、マイケル・フィンリーとジェリー・スタックハウスという有能選手がひしめき合っていた。かねてから当時のドン・ネルソンHCによる起用方法が注目されていたが、シーズン後半にダニエルズが故障して離脱。プレイオフではフィンリーがシューティングガード、そしてスタックハウスが6thマンに落ち着くなど、結果的にはハワードは十分な出場時間を確保することができた。
2005-06シーズンは怪我に悩まされる時期があったが、前年を上回る活躍でチームを支えた。得点やリバウンドなど、各カテゴリで成績が上昇している。マーベリックスはチーム史上初めてNBAファイナルに進出しハワードも活躍したが、惜しくもマイアミ・ヒート相手に敗れ去った。尚、ハワードが20得点以上を記録するとチームが勝つという、いわゆる「不敗神話」が25戦続いていたが、ヒートとのシリーズ第3戦は21得点を記録したものの敗れた。2006年10月、マーベリックスと4年間4,000万ドル以上の契約延長に合意した。
2006-07シーズンはMVPのダーク・ノヴィツキーと共に、レギュラーシーズンをリーグ最高勝率で突破する原動力となった。また2007年のNBAオールスターゲームにも選出されている。
2010年2月13日､ドリュー・グッデン（2月17日に､グッデンは､ロサンゼルス・クリッパーズへ移籍）らとともに､カロン・バトラー､ブレンダン・ヘイウッド､デショーン・スティーブンソンと交換トレードで､ワシントン・ウィザーズへ移籍。同年3月、左膝の前十字靭帯を断裂した。
2012年3月20日、左膝のMRI検査を受けた結果、手術が必要と判明、シーズン残り試合を欠場した。
2012年11月15日、ミネソタ・ティンバーウルブズと契約。2013-14シーズンは、サンアントニオ・スパーズ傘下のオースティン・トロスでプレーし、2015年11月に、NBA復帰を目指すために再びDリーグでのプレーを目指していると報じられた。

## プレイスタイル
オフェンスからディフェンスまで万能に役割をこなすユーティリティープレーヤー。特にディフェンスにおいてチームへの貢献はオフェンス以上に大きく、201cmの身長ながらリバウンド能力にも優れる。また身体能力に優れたアスリートタイプであり、ローポスト(リング付近)へのカットインのみならず、アウトサイドシュートも得意とするスウィングマンである。

## トラブル
世間的に優等生の印象が強かったハワードだが、2008年のポストシーズン頃から問題行動が続出するようになった。以下はハワードが起こした一連の不祥事。
- 2007-08シーズン終盤、度々マリファナを所持し吸引していた事を告白。「オフシーズンになればNBA選手はみんな吸っている」とも発言した[4]。
- 2008年プレーオフの対ニューオーリンズ・ホーネッツ戦のゲーム4で敗戦後、自身の誕生日パーティーを行い当時のエイブリー・ジョンソン監督を激怒させた[5]。
- 2008年オフシーズン、公道でドラッグレースを開催。時速90km制限の道路を150kmで走行し逮捕された[6]。
- 同じくオフシーズンに開催されたアレン・アイバーソン主催のチャリティーイベントの中で、「俺は黒人だから、このアメリカ国歌に敬意を払えない」等と発言し問題となった。

## 受賞歴
- ACCプレー・オブ・ザ・イヤー：2003
- オールルーキー・セカンドチーム：2004
- オールスター出場：2007